# ویر (سلطانیه)
ویَر (تلفظ: ویـیَر، Vīyar) یکی از روستاهای دهستان سنبل‌آباد در بخش مرکزی شهرستان سلطانیه در استان زنجان است. این روستا این روستا در فاصله ۱۵ کیلومتری شهر سلطانیه و در ارتفاع ۱۹۲۵ متری از سطح دریا واقع شده‌است. معبد داش‌کسن در جنوب شرقی ویر قرار دارد.

## جمعیت
این روستا براساس سرشماری سال۱۳۹۵، حدود ۳۵۶۸ نفر جمعیت دارد.